# Скотт Вейтс

Скотт Вейтс (англ. Scott Waites, нар. 17 лютого 1977)  — англійський професійний гравець в дартс, дворазовий чемпіон світу (BDO) з дартсу.

## Кар'єра
Скотт Вейтс перший і поки що єдиний дартсмен BDO, який зміг виграти один з головних турнирів PDC. Це йому вдалося коли він виграв «Grand Slam of Darts 2010».